# 陕西天主教神哲学院

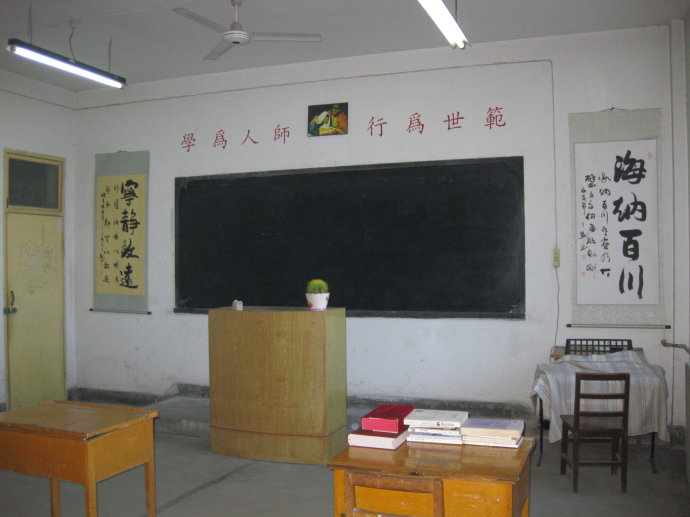
陕西天主教神哲学院教室之一

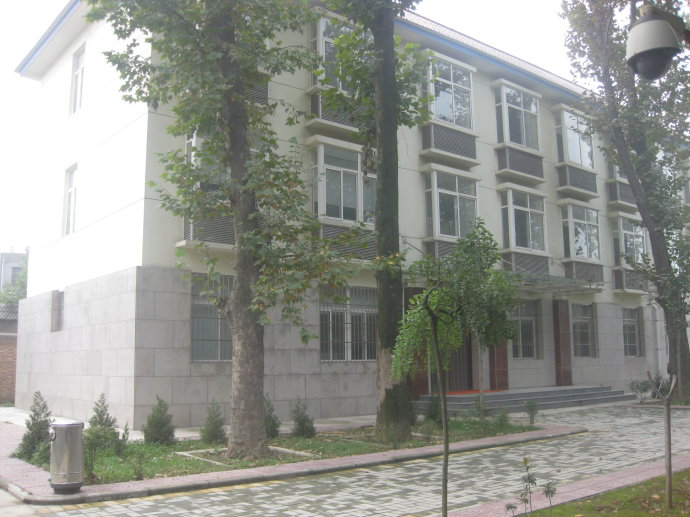
陕西天主教神哲学院图书楼

陕西天主教神哲学院，位于陕西省西安市鱼化寨老烟庄是一所中国天主教培育神职人员的修道院，是中国内地天主教十二所大修院之一，教会高等本科专业院校。

## 历史沿革
- 中华民国时期，天主教西安总教区在西安市城内南堂设有培养教会神职人员的修院，到文革时期被解散。改革开放后，政府归还教区财产，天主教西安教区重新明朗教会的活动和宗教礼仪。1981年12月，开始修道院的修士培育工作。

1982年，陕西天主教神哲学院根据（国办发〔1982〕60号）、（国宗发〔1982〕519号）文件创建。原先在文革中被政府占用的西安市糖房街北堂被国务院宗教事务局批准为陕西天主教神哲学院院址，但只落实了2亩面积，所以不得不在西安市五星街南堂办学。因为条件简陋，故只称备修院。1985年在南堂的修士已达数十人。
1991年，根据陕西省（宗办发〔1991〕36号）文件精神，在西安市糖房街北堂院内成立的陕西天主教神哲学院正式迁到此址，正式成立“陕西天主教神哲学院”，为西北五省培育神哲人员。李笃安主教任院长，余希峰神父为常务副院长。
1995年9月 ，根据（国家函〔1994〕12号）和陕西省（民宗函〔〕74号）批复，陕西天主神哲学院教迁至西安城外西南的鱼化寨老烟庄更宽敞的教学场所。除西北五省的修士，同时也有内蒙古、山东、云南、河南、河北等地方教区送修士来学习。

## 教学科制

### 哲学系
自然哲学，宗教哲学等 

### 神学系
分信理神学和伦理神学等。

## 附属学校

### 陕西天主教神哲学院修女培训部
1997年，由天主教西安教区李笃安主教在陕西天主教神哲学院内开办了中国内地首个修女教育培训中心。现为两年制修女进修学习处所。

### 陕西天主教神哲学院备修院
1995年秋，原来位于渭南市临渭区南白村的天主教渭南教区修道院迁至西安市糖房街天主教北堂，1996年经陕西省民族宗教事务局批准（陕民宗办发〔96〕01）成立为陕西天主教神哲学院备修院，开始教授西北五省修士的高中课程及教会初步知识和圣召培育。天主教三原教区的王全守神父为首任常务院长。1998年，经有关部门批准，将西安市北郊张家堡常青二路的西安市未央区高铁寨小学校址有偿转让给备修院。1999年9月，备修院搬迁到该址。2007年6月，天主教西安教区刘斌神父接任院长。
西安备修院招收有志献身宗徒事业的教会青年，要求未婚男性，初中以上文化程度，心理和身体健康，品德优良。开设高中阶段各门主要课程及教会初级课程，主要科目有：语文、数学、物理、化学、历史、地理、英语、体育、音乐、电脑和圣经、灵修、要理等，学制三年，采用封闭式管理。并拟开设短期培训班，面向堂区骨干和广大愿进修的教友，以适应当前社会及福传使命进行训练的需要。 
刘斌神父一九九九年七月毕业于北京“中国天主教神哲学院”，同年八月十四日晋铎后长期担任西安教区商州堂区主任，具有丰富的传教和牧灵工作经验，并在西安教区商州堂区设立了以收容孤儿和单亲家庭为主的“仁爱园”及为鳏寡孤独者而设立的金陵寺养老院。 
为了改善办学条件，拓展教会办学事业，自2007年开始有计划地改造和修缮修院内住房及各类设施；提出并制定了院训院规，建立健全了各项规章制度；根据管理工作的需要，组织成立了以常务院长为首的院务委员会，下设办公室、教务处、总务处、财务处、训育处等五个职能管理机构，划分职权范围，明确岗位职责，实施计划管理。
2015年由刘斌院长兼任本堂，设立未央堂区，开始自筹资金建设西安市区最大教堂及堂区办公楼，建筑面积超过3000平米，于2016年11月完工投入使用，并奉圣类思为堂区主保。
我们也热烈盼望在修院培育团队和修生的共同努力下，西安备修院将以她团结友爱、和谐有序、生动活泼、奋发上进的崭新风貌呈现在教会面前，为继承宗徒事业，拓展基督神国培育一批又一批教会英才，使福传大使命在中华大地上结出丰硕的成果。 

## 历任院长
陕西天主教神哲学院院长
- 李笃安主教（1982年—2006年）
  - 余希峰神父（1982年—2006年，常务副院长）
- 余希峰神父（2006年—？）
- 李景玺神父（2012年—，教务长兼代理院长）[2][3][4]